# ديريك بوليو
ديريك بوليو هو محرر وشاعر كندي، ولد في 7 ديسمبر 1973 في مونتريال في كندا.